# Кралендейк
Кралендейк — адміністративний центр острова Бонайре (Карибські Нідерланди). Населення 3 061 осіб (2006). Є комерційним центром Бонайре та його головним портом. Якщо дивитися з моря, це всього лиш невелика група невисоких будинків, пофарбованих у м'які пастельні кольори. Проте місто, тим не менш, містить більшість урядових установ острова, а також магазинів, готелів, ресторанів та барів.
До основних пам'яток відносяться Форт-Ораньє, у якому зараз розташовані портовий офіс, а також прилеглий до нього кам'яний маяк та Мусі-Бонеріано (Музей Бонайре), розташований відразу за межами міста.
У місті знаходиться Міжнародний аеропорт Фламінго.

## Клімат
Місто знаходиться у зоні, котра характеризується кліматом тропічних саван. Найтепліший місяць — червень із середньою температурою 28 °C (82.4 °F). Найхолодніший місяць — січень, із середньою температурою 26 °С (78.8 °F).
| Клімат Кралендейка      | Клімат Кралендейка | Клімат Кралендейка | Клімат Кралендейка | Клімат Кралендейка | Клімат Кралендейка | Клімат Кралендейка | Клімат Кралендейка | Клімат Кралендейка | Клімат Кралендейка | Клімат Кралендейка | Клімат Кралендейка | Клімат Кралендейка | Клімат Кралендейка |
| Показник                | Січ.               | Лют.               | Бер.               | Квіт.              | Трав.              | Черв.              | Лип.               | Серп.              | Вер.               | Жовт.              | Лист.              | Груд.              | Рік                |
| Середній максимум, °C   | 29                 | 29                 | 29                 | 30                 | 30                 | 31                 | 31                 | 31                 | 31                 | 31                 | 30                 | 29                 | 30,1               |
| Середня температура, °C | 26                 | 26                 | 26                 | 27                 | 27                 | 28                 | 28                 | 28                 | 28                 | 28                 | 27                 | 26                 | 27,1               |
| Середній мінімум, °C    | 23                 | 23                 | 23                 | 24                 | 24                 | 25                 | 25                 | 25                 | 25                 | 25                 | 24                 | 23                 | 24,1               |
| Норма опадів, мм        | 52                 | 25                 | 19                 | 27                 | 22                 | 25                 | 38                 | 33                 | 30                 | 94                 | 106                | 96                 | 567                |
| Днів з дощем            | 15                 | 11                 | 11                 | 11                 | 14                 | 14                 | 16                 | 16                 | 16                 | 17                 | 16                 | 15                 | 172                |
| ----------------------- | ------------------ | ------------------ | ------------------ | ------------------ | ------------------ | ------------------ | ------------------ | ------------------ | ------------------ | ------------------ | ------------------ | ------------------ | ------------------ |
| Джерело: Weatherbase    |                    |                    |                    |                    |                    |                    |                    |                    |                    |                    |                    |                    |                    |